# エサム・エル＝ハダリ
エサム・カマル・タウフィク・エル＝ハダリ（Essam Kamal Tawfiq El-Hadary, 1973年1月15日 - ）は、エジプト・ディムヤート出身の元プロサッカー選手。元エジプト代表。ポジションは、ゴールキーパー。

## 経歴
これまでにアフリカネイションズカップ6大会に参加し、3大会で最優秀ゴールキーパーに選ばれている。
2017年1月15日に44歳の誕生日を迎え、2日後のアフリカネイションズカップ2017・マリ戦でアハメド・エル＝シェナウィと交代し同大会の最年長出場記録を更新した。2月1日の準決勝・ブルキナファソ戦ではPK戦でPKを2度阻止し決勝進出に貢献した。
2018 FIFAワールドカップで45歳にして初めてワールドカップ代表メンバーとなる。2018年6月25日のグループリーグ第3戦・サウジアラビア戦に45歳161日で先発出場し、2014年大会でコロンビアのファリド・モンドラゴンが記録した大会最年長出場記録を更新した。試合ではPKを防ぐ活躍を見せたが、チームは1-2で敗れた。

## 代表歴

### 出場大会
- エジプト代表
  - 2018 FIFAワールドカップ

### 試合数
- 国際Aマッチ 160試合 0得点（1996年-2018年）[7]

| エジプト代表 | 国際Aマッチ | 国際Aマッチ |
| 年           | 出場        | 得点        |
| ------------ | ----------- | ----------- |
| 1996         | 3           | 0           |
| 1997         | 9           | 0           |
| 1998         | 4           | 0           |
| 1999         | 6           | 0           |
| 2000         | 3           | 0           |
| 2001         | 6           | 0           |
| 2002         | 14          | 0           |
| 2003         | 3           | 0           |
| 2004         | 6           | 0           |
| 2005         | 5           | 0           |
| 2006         | 11          | 0           |
| 2007         | 9           | 0           |
| 2008         | 18          | 0           |
| 2009         | 16          | 0           |
| 2010         | 11          | 0           |
| 2011         | 2           | 0           |
| 2012         | 13          | 0           |
| 2013         | 1           | 0           |
| 2014         | 4           | 0           |
| 2015         | 0           | 0           |
| 2016         | 4           | 0           |
| 2017         | 9           | 0           |
| 2018         | 3           | 0           |
| 通算         | 160         | 0           |

## タイトル

### クラブ
アル・アハリ
- エジプト・プレミアリーグ: 1996–97, 1997–98, 1998–99, 1999–2000, 2004–05, 2005–06, 2006–07, 2007–08
- エジプト・カップ: 2000–01, 2002–03, 2005–06, 2006–07
- エジプト・スーパーカップ: 2003, 2005, 2006, 2007
- CAFチャンピオンズリーグ: 2001, 2005, 2006, 2008
- CAFスーパーカップ: 2002, 2006, 2007
- UAFAクラブカップ: 1996
- アラブ・スーパーカップ: 1997, 1998

シオン
- スイス・カップ: 2008–09

Al-Merreikh
- スーダン・プレミアリーグ: 2011
- Sudan Cup: 2012

### 代表
- アフリカ競技大会: 1995
- アフリカネイションズカップ: 1998, 2006, 2008, 2010
- パンアラブ競技大会: 2007

### 個人
- アフリカネイションズカップベスト11:1998, 2006, 2008, 2010